# Gran Premio Miguel Indurain 2010
Il Gran Premio Miguel Indurain 2010, cinquantaquattresima edizione della corsa e dodicesima con questa denominazione, valida come evento dell'UCI Europe Tour 2010 categoria 1.HC, si svolse il 3 aprile 2010 su un percorso totale di circa 179,3 km. Fu vinto dallo spagnolo Joaquim Rodríguez che terminò la gara in 4h52'40",alla media di 36,759 km/h.
Partenza con 116 ciclisti, dei quali 89 portarono a termine il percorso.
Alejandro Valverde, inizialmente secondo classificato, è stato squalificato dal TAS di Losanna per due anni dal 1º gennaio 2010, quindi i risultati ottenuti da quella data sono stati cancellati.

## Ordine d'arrivo (Top 10)
| Pos. | Corridore          | Squadra        | Tempo    |
| ---- | ------------------ | -------------- | -------- |
| 1    | Joaquim Rodríguez  | Team Katusha   | 4h52'40" |
| 2    | Michel Kreder      | Garmin         | a 6"     |
| 3    | Aleksandr Kolobnev | Team Katusha   | a 8"     |
| 4    | Rubén Pérez        | Euskaltel      | a 10"    |
| 5    | Beñat Intxausti    | Euskaltel      | a 12"    |
| 6    | Mauro Finetto      | Liquigas-Doimo | a 14"    |
| 7    | Maxime Bouet       | AG2R La Mond.  | s.t.     |
| 8    | Juan José Oroz     | Euskaltel      | s.t.     |
| 9    | Valerio Agnoli     | Liquigas-Doimo | s.t.     |
| 10   | Ángel Vicioso      | Andalucía      | s.t.     |